# Stephanopachys densus
Stephanopachys densus är en skalbaggsart som först beskrevs av Leconte 1866.  Stephanopachys densus ingår i släktet Stephanopachys och familjen kapuschongbaggar. Inga underarter finns listade i Catalogue of Life.